# 克拉克斯顿 (犹他州)
克拉克斯顿（英語：Clarkston），是美国犹他州卡什县下属的一座城鎮。建鎮于1864年，面积大约为0.97平方英里（2.5平方公里），海拔约为4,879英尺（1,487米）。根据2010年美国人口普查，该鎮有人口666人。